# 托馬斯維爾 (北卡羅萊納州)
托馬斯維爾（英語：Thomasville）是一個位於美國北卡羅萊納州戴維森縣及蘭道夫縣的城市。

## 人口
根據2020年美國人口普查的數據，托馬斯維爾的面積為43.47平方千米，當中陸地面積為43.43平方千米，而水域面積為0.03平方千米。當地共有人口27183人，而人口密度為每平方千米625人。